# Леонув (Великопольське воєводство)
Леонув (пол. Leonów, нім. Leonowo) — село в Польщі, у гміні Борек-Велькопольський Гостинського повіту Великопольського воєводства.
У 1975-1998 роках село належало до Лешненського воєводства.